# Эррера, Хосе де ла Пас
Хосе де ла Пас Эррера Учлес (исп. José de la Paz Herrera Uclés; 21 ноября 1940, Соледад, Эль-Параисо — 28 апреля 2021, Тегусигальпа) — гондурасский футбольный тренер.

## Биография
Футболом занимался с ранних лет, несмотря на то, что данный вид спорта в Гондурасе заметно уступал бейсболу. В качестве футболиста выступал за команду «Атлетико Эспаньол». Уже в 29 лет Эррера начал свою тренерскую карьеру — в конце 1969 года он возглавил команду «Мотагуа». С другим коллективом — «Реалом Эспаньей» — о впервые победил в чемпионате Гондураса. Всемирная известность к специалисту пришла в начале восьмидесятых, когда Хосе де ла Пас Эррера впервые в истории вывел сборную Гондураса в финальную часть Чемпионата мира. В 1982 году на первенстве планеты в Испании «катрачос» под руководством Эрреры выступили достойно: они сыграли вничью с хозяевами турнира и Северной Ирландией (по 1:1), но минимальное поражение от Югославии (0:1) не позволило Гондурасу выйти в следующий раунд. Через четыре года, после возвращения тренера в сборную, Гондурас не смог пробиться на мундиаль, ограничившись лишь вторым местом в Чемпионате наций КОНКАКАФ.
Позднее Хосе де ла Пас Эррера работал со многими ведущими командами страны, а также тренировал клубы из Мексики и Коста-Рики. В 2004 году наставник в четвёртый раз возглавил сборную Гондураса, с которой не смог квалифицироваться на немецкий ЧМ-2006. В неудачной квалификации Эррера обвинял своего предшественника Бору Милутиновича. В 2005 году он привел национальную команду к бронзовым медалям на Золотом Кубке КОНКАКАФ в США, после чего тренер решил заняться политикой. С 2006 по 2010 год он был членом Национального конгресса страны от Либеральной партии Гондураса.
В 2008 году он вернулся к работе в «Марафоне». В 2010 году наставник из Гондураса стал главным тренером сборной Белиза. Под его руководством она выступала в отборочном этапе к ЧМ-2014. Последним коллективом в карьере тренера стал «Реал Эспанья».

## Достижения

### Национальные
- Чемпион Гондураса (5): 1974/75, 1992/93, 1996/97, 2001/02 (Клаусура), 2003/04 (Клаусура).
- Обладатель Кубка Гондураса (1): 1972.
- Обладатель Суперкубка Гондураса (1): 1996/97.

### Международные
- Чемпион наций КОНКАКАФ (1): 1981.
- Серебряный призёр Чемпионата наций КОНКАКАФ (1): 1985.
- Бронзовый призёр Золотого кубка КОНКАКАФ (1): 2005.
- Серебряный призёр Кубка наций Центральной Америки (1): 2005.